# Izrail Pliner
Izrail Izrailewicz Pliner (ros. Израиль Израилевич Плинер, ur. 1896 w Postawach, zm. 23 lutego 1939 w Moskwie) – starszy major bezpieczeństwa państwowego, naczelnik zarządu obozów koncentracyjnych w ZSRR (Gułagu NKWD) od 16 sierpnia 1937 do 16 listopada 1938.

## Życiorys
Urodził się w rodzinie żydowskiej w miasteczku Postawy w guberni wileńskiej.
Na początku roku 1919 w wieku 23 lat wstąpił do organizowanej przez Lwa Trockiego Armii Czerwonej i walczył przeciw Polsce podczas wojny polsko-bolszewickiej. W 1922 roku wstąpił do partii komunistycznej. W latach 1922–1926 na różnych stanowiskach w Armii Czerwonej.
W 1926 roku wstąpił do OGPU. Następnie na różnych stanowiskach w OGPU NKWD. W okresie 1933–1935 na stanowisku pomocnika naczelnika Gułagu. W latach 1935–1937 zastępca naczelnika Gułagu. Jednocześnie w okresie 1936–1938 zastępca naczelnika, a następnie naczelnik oddziałów do spraw przesiedleń ludności NKWD.
Naczelnikiem Gułagu NKWD został 16 sierpnia 1937 w pięć dni po rozpoczęciu operacji polskiej NKWD (1937-1938), funkcję tę pełnił do 16 listopada 1938. Okres kierowania obozami Gułagu przez Plinera charakteryzował się zaostrzeniem reżymu uwięzienia i masową śmiertelnością od głodu i chorób (umierało od 15% do 35% więźniów). Za czasów Plinera Gułag powiększył się o duże obozy w Magadanie, obozy w okolicach Workuty, obozy w Norylsku.
Był jednym z głównych współpracowników Nikołaja Jeżowa, szefa NKWD w latach 1936–1938 oraz współpracownikiem innych organizatorów Wielkiego Terroru w ZSRR. Według dokumentów NKWD w roku 1937 skazano 139 835 Polaków będących obywatelami ZSRR. Z tej liczby zamordowano bezpośrednio 111 091 Polaków, a 28 744 Polaków zesłano do obozów Gułagu.
W roku 1937 kierował deportacją 172 tysięcy Koreańczyków obywateli ZSRR z radzieckiego Dalekiego Wschodu do Azji Środkowej (do Kazachstanu oraz do Uzbekistanu). Na dzień 1 stycznia 1938 liczba więźniów Gułagu wynosiła 996 367 osób. W roku 1937 liczba śmierci więźniów Gułagu wyniosła 31 056 osób, w roku 1938 liczba śmierci więźniów Gułagu wyniosła 108 654 osób.
Odznaczony Orderem Lenina (1937) i odznaką „Honorowy Pracownik Czeki/OGPU”. Po objęciu stanowiska 1-go zastępcy Szefa NKWD przez Ławrentija Berię w NKWD zaczęły się wewnętrzne czystki wymieniające ludzi Nikołaja Jeżowa na ludzi Ławrentija Berii. Izrail Pliner będący człowiekiem grupy Jeżowa został zwolniony z NKWD, a następnie 14 listopada 1938 aresztowany.
22 lutego 1939 został skazany przez Kolegium Wojskowe Sądu Najwyższego ZSRR na karę śmierci z zarzutu udziału w kontrrewolucyjnej organizacji terrorystycznej, rozstrzelany następnego dnia. Ciało skremowano w krematorium na Cmentarzu Dońskim, prochy pochowano anonimowo w mogile nr 1.
Zrehabilitowany w ZSRR 27 października 1956 postanowieniem Kolegium Wojskowego SN ZSRR.